# Михаил Минин
Михаил Петрович Минин (на руски: Михаи́л Петро́вич Ми́нин) е съветски офицер, подполковник.
В състава на щурмова група успява да се изкачи на покрива на Райхстага и пръв да развее Знамето на победата на 30 април 1945 г.

## Биография
Роден е на 29 юли 1922 г. в с. Ванино, Псковска област, РСФСР, СССР. Живее в Ленинград.
В началото на Великата отечествена война се записва в опълчението. Воюва на Ленинградсия фронт и участва в разкъсването на блокадата на Ленинград. След раняване и успешно лечение е фронтови артилерийски разузнавач в Червената армия. Служи в 136-а артилерийска бригада от 79-и стрелкови корпус на 3-та ударна армия. Военно звание сержант.
Включен е в състава на щурмова група със задача да издигнат Знамето на победата над Райхстага. На 30 април 1945 г. заедно със старши сержант Гази Загитов и Александър Лисименко, сержант Алексей Бобров и капитан Владимир Маков успяват да проникнат в Райхстага и първи да издигнат Знамето на победата на купола от западната част на зданието в 21.30 часа. Всички от групата са представени за почетното звание „Герой на Съветския съюз“, но са наградени с орден „Червено знаме“ (1945).
След войната продължава да служи в Червената армия. Завършва Военно-инженерната академия „Валериан Куйбишев“ (Москва). Служи в ракетните войски със стратегическо предназначение.
Пенсионира се с военно звание подполковник (1969). Установява се в Псков, където живее до смъртта си на 10 януари 2008 г.
Награден е с ордените „Червена звезда“ и „Отечествена война“ II ст. и с други отличия. Почетен гражданин е на град Псков.